# Lasek Pawicki
Lasek Pawicki (także Las Pawicki) – las miejski na terenie Legnicy, znajdujący się w północno-wschodniej części miasta, pomiędzy korytem Kaczawy, ulicą Pątnowską, linią kolejową do Rawicza oraz terenami wsi Pątnów Legnicki.
Lasek Pawicki wraz z przyległym odcinkiem Kaczawy oraz okolicznymi polami i łąkami należy do najważniejszych ekosystemów leśnych na terenie Legnicy. Wraz z Laskiem Złotoryjskim należy do największych obszarów leśnych na terenie miasta.